# Souppes-sur-Loing
Souppes-sur-Loing är en kommun i departementet Seine-et-Marne i regionen Île-de-France i norra Frankrike. Kommunen ligger i kantonen Château-Landon som tillhör arrondissementet Fontainebleau. År 2022 hade Souppes-sur-Loing 4 974 invånare.

## Befolkningsutveckling
Antalet invånare i kommunen Souppes-sur-Loing
| Referens: INSEE |